# Gondar e Orbacém
Gondar e Orbacém (oficialmente: União das Freguesias de Gondar e Orbacém) é uma freguesia portuguesa do município de Caminha, com 11-07 km² de área e 398 habitantes (censo de 2021). A sua densidade populacional é 29,2 hab./km². é uma freguesia portuguesa do município de Caminha, com 11-07 km² de área e 398 habitantes (censo de 2021). A sua densidade populacional é 29,2 hab./km².

## História
Foi constituída em 2013, no âmbito de uma reforma administrativa nacional, pela agregação das antigas freguesias de Gondar e Orbacém e tem a sede em Gondar.

## Demografia
A população registada nos censos foi:
| Distribuição da População por Grupos Etários | Distribuição da População por Grupos Etários | Distribuição da População por Grupos Etários | Distribuição da População por Grupos Etários | Distribuição da População por Grupos Etários | Distribuição da População por Grupos Etários |
| -------------------------------------------- | -------------------------------------------- | -------------------------------------------- | -------------------------------------------- | -------------------------------------------- | -------------------------------------------- |
| Antes da agregação                           |                                              |                                              |                                              |                                              |                                              |
| Ano                                          | 0-14 anos                                    | 15-24 anos                                   | 25-64 anos                                   | >= 65 anos                                   | Total                                        |
| 2001                                         | 70                                           | 82                                           | 236                                          | 117                                          | 505                                          |
| 2011                                         | 41                                           | 52                                           | 223                                          | 119                                          | 435                                          |
| Após a agregação                             |                                              |                                              |                                              |                                              |                                              |
| Ano                                          | 0-14 anos                                    | 15-24 anos                                   | 25-64 anos                                   | >= 65 anos                                   | Total                                        |
| 2021                                         | 45                                           | 27                                           | 209                                          | 117                                          | 398                                          |